# Dzirnieku plava
Das Fauna-Flora-Habitat-Gebiet Dzirnieku pļava liegt im Westen von Lettland nahe der Ortschaft Vilgāle nördlich des Sees Vilgāles ezers. Das etwa 0,9 Hektar große Schutzgebiet umfasst eine Pfeifengras-Streuwiese auf organischem Boden und ist das kleinste FFH-Gebiet Lettlands. Das Gebiet ist der einzige Wuchsort der Prachtnelke in Lettland.

## Schutzzweck
Folgende Lebensraumtypen nach Anhang I der FFH-Richtlinie sind für das Gebiet gemeldet:
| EU Code | * | Lebensraumtyp (offizielle Bezeichnung)                                                             | Fläche [ha] |
| ------- | - | -------------------------------------------------------------------------------------------------- | ----------- |
| 6270    | * | Artenreiche, mesophile, trockene Rasen der niederen Lagen Fennoskandiens                           | 0,22        |
| 6410    |   | Pfeifengraswiesen auf kalkreichem Boden, torfigen und tonig-schluffigen Böden (Molinion caeruleae) | 0,4         |